# 博乔莱托
博乔莱托（意大利语：Boccioleto），是意大利北部皮埃蒙特大区韦尔切利省的一个市镇。人口221(2010年12月31日)。

## 友好城市
- 羅馬尼亞巴亞德菲耶爾鄉 2007年